# Понсо 4R
Понсо 4R, пунцовый 4R (фр. Ponceau 4R от ponceau — «цве́та мака; маковый [цвет]»), кошенилевый красный А (англ. Cocheneal red A, New Coccine и др. названия) — пищевой азокраситель. Зарегистрирован в качестве пищевой добавки Е124. Он используется в различных пищевых продуктах и обычно синтезируется из ароматических углеводородов; Понсо 4R устойчив к свету, теплу и кислоте, но выцветает в присутствии аскорбиновой кислоты.

## Применение
Разрешён к применению в Европе, Азии и Австралии, но запрещён к использованию в США. В России краситель Понсо 4R входит в составленный Федеральной службой по надзору в сфере здравоохранения и социального развития «Список основных вспомогательных веществ, используемых при производстве лекарственных препаратов» (письмо от 13 июля 2005 г. № 01И-343/05), а также разрешён в качестве пищевого красителя для окрашивания пищевых продуктов.

## Безопасность
Нет никаких доказательств канцерогенности, генотоксичности, нейротоксичности и репродуктивной токсичности Понсо 4R при потреблении в регламентируемых количествах из пищевых продуктов. Европейское агентство по безопасности продуктов питания установило допустимое суточное потребление (ДСП) в количестве 0,7 мг/кг массы тела для человека, в то время как, согласно исследованиям Объединённого экспертного комитета ФАО/ВОЗ по пищевым добавкам, оно составляет 4 мг/кг массы тела.

### Связь с гиперактивностью у детей
С 1970-х годов существует общественная озабоченность, якобы пищевые красители могут вызвать поведение, подобное СДВГ у детей. Данная озабоченность получила широкую огласку благодаря пропагандистской деятельности Бенджамина Фейнгольда, детского аллерголога из Калифорнии, убеждённого в том, что пищевые красители вызывают СДВГ поведение у детей. Эти опасения побудили Управление по санитарному надзору за качеством пищевых продуктов и медикаментов (FDA) и другие органы по безопасности пищевых продуктов регулярно просматривать научную литературу, а Агентство по пищевым стандартам Великобритании (FSA) заказало несколько исследований из Саутгемптонского университета, чтобы изучить смеси шести пищевых красителей, разрешённых к применению в пищевых продуктов (тартразин, Красный очаровательный АС, Понсо 4R, хинолиновый желтый, жёлтый «солнечный закат», кармуазин) на их безопасность, а также изучить связь между потреблением перечисленных красителей вместе с бензоатом натрия (консервантом) у детей, которые потребляли данные вещества в напитках. Исследование было опубликовано в 2007 году и обнаружило «возможную связь между потреблением искусственных красителей и консерванта бензоата натрия и повышенной гиперактивностью у детей». Консультативный комитет FSA, который оценивал исследование, определил, что из-за ограничений исследования результаты нельзя экстраполировать на общую популяцию, и было рекомендовано проводить дальнейшее тестирование».
Европейское агентство по безопасности продуктов питания, уделяя больше внимания принципу предосторожности, потребовало маркировать продукты питания с добавлением пищевых красителей надписью «содержит красители, которые могут отрицательно влиять на активность и внимание детей» и временно снизило допустимое суточное потребление (ДСП) для всей группы пищевых красителей. Британское FSA призвало производителей пищевых продуктов добровольно отказаться от искусственных красителей. Однако в 2009 году EFSA пересмотрела имеющиеся исследования и пришла к выводу, что «имеющиеся научные данные не подтверждают связь между цветовыми добавками и поведенческими эффектами».
На текущий момент, нет никаких доказательств того, что пищевые красители вызывают пищевую непереносимость и СДВГ-подобное поведение у детей. Возможно, что определённые пищевые красители могут действовать как триггер у тех, кто генетически предрасположен, но доказательства этому слабы.